# Índex de Wobbe
L'índex de Wobbe és un paràmetre important quan es vol mesclar gasos combustibles i l'aire (en una reacció de combustió), es controla aquest índex per assegurar la combustió satisfactòria en un cremador. És a més a més un indicador d'intercanviabilitat de combustibles com el gas natural, gas liquat del petroli, gas ciutat, gasolina, gasoli i amb freqüència es defineix en les especificacions de subministrament de gas i de transport (dels combustibles).

## Fórmula
L'índex de Wobbe pot expressar-se matemàticament com:
{\displaystyle Ws={\frac {PCs}{\sqrt {GE}}}}
On: 
- Ws és l'índex de Wobbe superior.
- PCs és el poder calorífic superior.
- GE, és la gravetat específica del gas.

Es pot notar que si hi ha un índex de Wobbe superior també hi ha un índex de Wobbe inferior que s'expressa matemàticament com:
{\displaystyle Wi={\frac {PCi}{\sqrt {GE}}}}
On:
- Wi, és l'índex de Wobbe inferior.
- PCi, és el poder calorífic inferior.
- GE, és la gravetat específica del gas.

Però el més emprat en la indústria és l'índex de Wobbe superior.